# Эптед, Майкл
Майкл Дэвид Эптед (англ. Michael Apted; 10 февраля 1941 — 7 января 2021) — британский и американский кинорежиссёр, сценарист, продюсер и актёр. Являясь весьма плодовитым режиссёром, он снял, помимо многих прочих, такие известные фильмы, как «И целого мира мало» и «Хроники Нарнии: Покоритель Зари».
Майкл Эптед — автор широко известной серии документальных фильмов «Up», в которых прослеживаются судьбы 14 британских детей с 1964 года, когда им было по семь лет. Фильмы выходят один раз в 7 лет.
С 2003 по 2009 год являлся президентом Гильдии режиссёров Америки, затем стал её (гильдии) секретарь-казначеем.

## Биография
Родился в семье среднего класса в Эйлсбери (Бакингемшир). Мать Фрэнсис Амелия и отец Рональд Эптед, работавший в страховой компании. Майкл учился в школе для мальчиков «Школа Лондонского Сити», а затем изучал право и историю в одном из колледжей Кембердского университета.
Фильм Майкла Эптейда фильм «Тройное эхо» участвовал в конкурсной программе Московского кинофестиваля 1973 года, но не был отмечен призами.

## Фильмография

### Режиссёр
- 1966—1967 — Улица Коронации / Coronation Street (24 эпизода)
- 1968 — Убийство: Профессиональная работа / Murder: A Professional Job
- 1968—1972 — ITV: Театр / ITV Playhouse (11 эпизодов)
- 1970 — 14 лет / 7 Plus Seven
- 1971—1972 — Театр субботнего вечера на ITV / ITV Saturday Night Theatre (2 эпизода)
- 1972 — Восторг / Joy
- 1972 — Тридцать минут театра / Thirty-Minute Theatre (эпизод Said the Preacher)
- 1972 — Тройное эхо / The Triple Echo
- 1972—1977 — Пьеса дня / Play for Today (6 эпизодов)
- 1974 — Дом с привидениями: Бедная девушка / Haunted: Poor Girl
- 1974 — Звёздная пыль / Stardust
- 1976 — Великие представления / Great Performances (эпизод The Collection)
- 1977 — Вымогательство / The Squeeze
- 1977 — 21 год / 21 Up
- 1979 — Агата / Agatha
- 1980 — Дочь шахтёра / Coal Miner’s Daughter
- 1981 — Континентальный водораздел / Continental Divide
- 1982 — Птанг. Янг. Киппербанг. / P’tang, Yang, Kipperbang.
- 1983 — Парк Горького / Gorky Park
- 1984 — Перворождённый / Firstborn
- 1984 — 28 лет / 28 Up
- 1985 — Вечер продолжается / Bring on the Night
- 1987 — Критическое состояние / Critical Condition
- 1988 — Гориллы в тумане / Gorillas in the Mist: The Story of Dian Fossey
- 1989 — Долгая дорога домой / The Long Way Home
- 1991 — Коллективный иск / Class Action
- 1991 — 35 лет / 35 Up
- 1992 — Громовое сердце / Thunderheart
- 1992 — Происшествие в Оглала / Incident at Oglala
- 1994 — Мгновение ока / Blink
- 1994 — Передвигая горы / Moving the Mountain
- 1994 — Нелл / Nell
- 1995 — Новости Нью-Йорка / New York News (эпизод New York News)
- 1996 — Крайние меры / Extreme Measures
- 1998 — Закон улиц / Always Outnumbered
- 1998 — 42 года / 42 Up
- 1999 — И целого мира мало / The World Is Not Enough
- 1999 — Нейтан Диксон / Nathan Dixon
- 2001 — Энигма / Enigma
- 2002 — C меня хватит! / Enough
- 2003 — Поженились в Америке / Married in America
- 2005 — Слепое правосудие / Blind Justice (эпизод Leap of Faith)
- 2005 — Рим / Rome (3 эпизода)
- 2005 — 49 лет / 49 Up
- 2006 — Удивительная лёгкость / Amazing Grace
- 2006 — Что насчет Брайана / What About Brian (эпизод What About the Fish)
- 2006 — Женившиеся в Америке 2 / Married in America 2
- 2007 — Сила игры / The Power of the Game
- 2010 — Хроники Нарнии: Покоритель Зари / The Chronicles of Narnia: The Voyage of the Dawn Treader
- 2011 — Аллилуйя / Hallelujah
- 2012 — 56 лет / 56 Up
- 2012 — Покорители волн / Chasing Mavericks
- 2013—2016 — Рэй Донован / Ray Donovan (2 эпизода)
- 2013—2016 — Мастера секса / Masters of Sex (9 эпизодов)
- 2014 — Безрассудный / Reckless (эпизод Bloodstone)
- 2017 — Секретный агент / Unlocked
- 2017 — Родословная / Bloodline (эпизод Part 30)

### Сценарист
- 1985 — Вечер продолжается / Bring on the Night
- 1991 — 35 лет / 35 Up

### Продюсер
- 1970 — 14 лет / 7 Plus Seven
- 1977 — 21 год / 21 Up
- 1978 — Рождество — The Nativity
- 1984 — Речная крыса / The River Rat (исполнительный продюсер)
- 1984 — 28 лет / 28 Up
- 1990 — Криминальное правосудие / Criminal Justice (исполнительный продюсер)
- 1991 — Рождённые в СССР. Семилетние / Age 7 in the USSR
- 1991 — 35 лет / 35 Up
- 1991 — Рождённые в Америке: Семилетние / Age 7 in America (исполнительный продюсер)
- 1992 — История Эдмунда Перри / Murder Without Motive: The Edmund Perry Story (исполнительный продюсер)
- 1992 — Пришельцы / Intruders (исполнительный продюсер)
- 1992 — Дракула / Dracula (исполнительный продюсер)
- 1998 — Рождённые в Америке: Четырнадцатилетние / 14 Up in America
- 1998 — 42 года / 42 Up
- 2005 — 49 лет / 49 Up
- 2005 — Рим / Rome (консалтинг-продюсер)
- 2006 — Рождённые в Америке: 21 год / 21 Up America (исполнительный продюсер)
- 2012 — 56 лет / 56 Up
- 2014 — Мастера секса / Masters of Sex